# MWS 120 Ragnarök

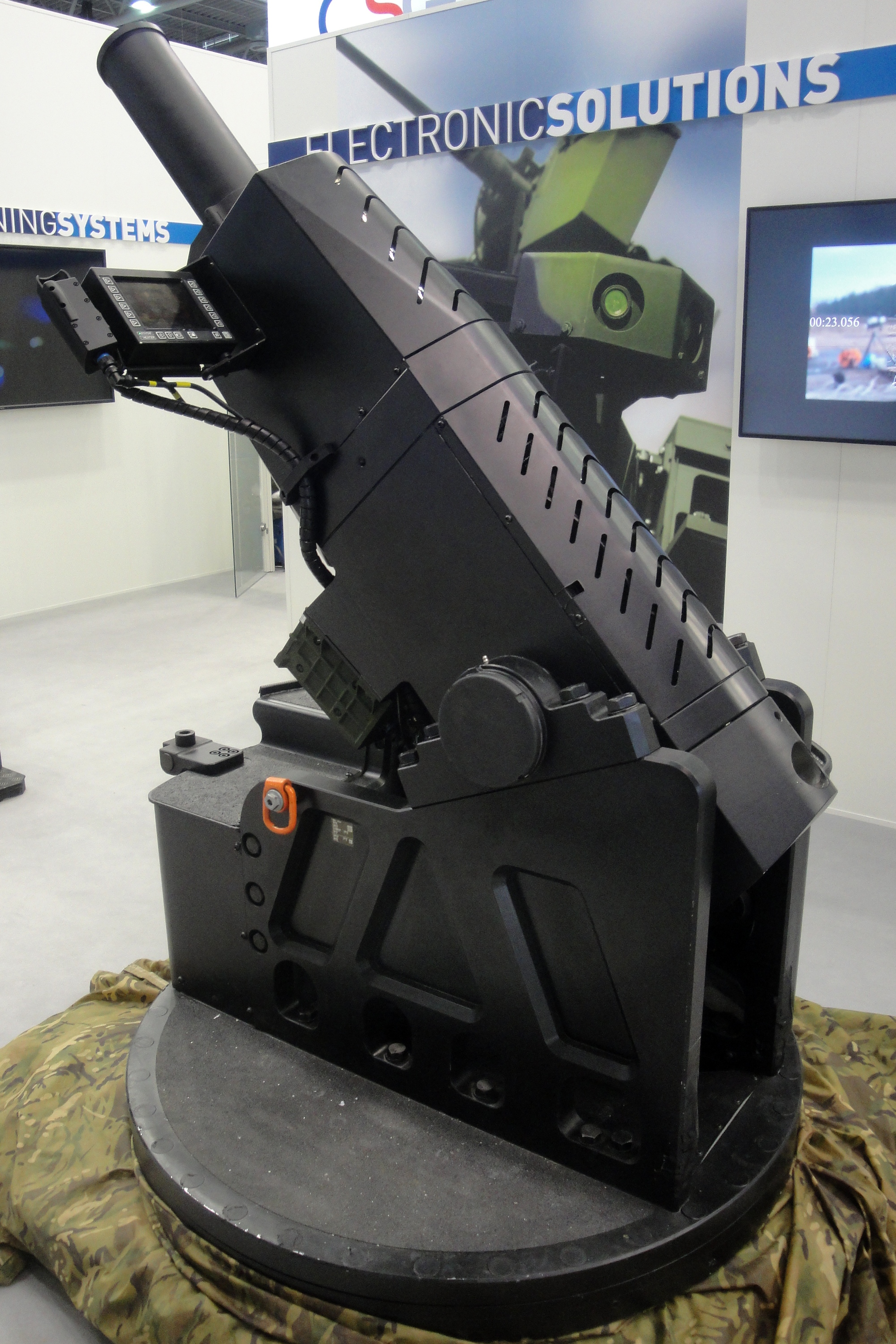
Ragnarök aknavető egy kiállításon

Az MWS 120 Ragnarök egy 120 milliméteres automatikus irányzású aknavető, amelyet a Rheinmetall konszern norvég leányvállalata: a Rheinmetall Norway AS fejleszt és gyárt. Az aknavetőt egy forgózsámolyra helyezték, így 360 fokban körbeforgatható illetve 87,75 fokig emelhető. Az irányzás teljesen automatikus: a számítógépbe táplált célkoordináták alapján az aknavető csöve "irányba áll". A töltést kézzel végzik, mint egy hagyományos aknavetőnél. A maximális lőtávolság mintegy 8 kilométer, ez függ az aknavető csőhosszától. A Ragnarök más gyártók csöveit is tudja használni. A fegyver tömege miatt elsősorban harcjárművek számára lett tervezve, ahol  egy felnyitható tetőn keresztül tüzelhet. Az aknavető csöve szükség esetén vízszintesbe állítható, így a védelmet biztosító tetőajtók lezárhatóak.
A Magyar Honvédség is érdeklődik a fegyver iránt: 2022. április 25-én került bemutatásra a Gidrán harcjárműbe szerelt önjáró Ragnarök aknavető prototípusa. A fejlesztés lezárultával az önjáró aknavető rendszeresítésre is kerül a magyar haderőnél.